# Alchemilla radiisecta
Alchemilla radiisecta är en rosväxtart som beskrevs av Robert Buser. Alchemilla radiisecta ingår i släktet daggkåpor, och familjen rosväxter. Inga underarter finns listade i Catalogue of Life.